# 2008年鐵路
此條目列出2008年發生有關鐵路運輸的事件。

## 事件

### 1月
- 1月1日：群山線進行重組，改編入長項線，並進行改線。
- 1月7日：莫斯科地鐵阿爾巴特-波克羅夫卡線由勝利公園站延長至昆采沃站，連接菲利線昆采沃站至克雷拉茨科耶站段，並再延長至斯特羅金諾站。菲利線昆采沃站至克雷拉茨科耶站段交由阿爾巴特-波克羅夫卡線營運。
- 1月10日：釜山都市鐵道2號線湖浦站至梁山站通車。
- 1月16日：京都市營地下鐵東西線二條站至太秦天神川站通車。
- 1月29日：第三代竹仔嶺隧道東正線通車。

### 2月
- 2月20日：馬德里－巴塞隆拿高速鐵路全線通車。
- 2月27日：聖多明哥地鐵開通。

### 3月
- 3月9日：高雄捷運紅線通車。
- 3月15日：大阪東線第一階段通車。
- 3月27日：倫敦地鐵希斯洛機場5號航廈站開放。
- 3月30日：橫濱市營地下鐵綠線通車，來往中山站至日吉站。東京都交通局日暮里-舍人線通車，來往日暮里站至見沼代親水公園站。

### 4月
- 4月1日：三木線全線停運，島原鐵道線島原外港站至加津佐站停運。湊線由茨城交通交由常陸那珂海濱鐵道營運。
- 4月11日：光州都市鐵道1號線尚武站至平洞站通車。
- 4月18日：寧合鐵路通車。
- 4月28日：山東省發生2008年膠濟鐵路列車相撞事故。

### 5月
- 5月23日：基輔地鐵瑟雷茨-佩切拉線由鮑里斯皮爾站延長至紅胡蒂爾站。
- 5月28日：第三代竹仔嶺隧道西正線通車。

### 6月
- 6月14日：東京地下鐵副都心線通車，有樂町線新線編入副都心線，由池袋站南延至澀谷站。
- 6月14日：巴黎地鐵13號線由加布里耶勒·佩里站延長至莱库尔蒂耶站。
- 6月15日：為了配合米子機場跑道延伸，境線進行改道，米子機場站進行搬遷，此日完工。
- 6月20日：首爾特別市都市鐵道公社5號線麻谷站開放。
- 6月22日：東京急行電鐵目黑線由武藏小杉站延長至日吉站。
- 6月30日：名古屋鐵道開設南櫻井站。

### 7月
- 7月19日：北京地鐵8號線、10號線、機場線同時通車。

### 8月
- 8月1日：京津城際鐵路開通，是中國第一條時速達到300公里以上的高速鐵路。
- 8月1日：總武流山電鐵改名流鐵，總武流山線也隨之改名為流山線。
- 8月6日：北京市郊鐵路S2線通車。

### 9月
- 9月7日：莫斯科地鐵阿爾巴特-波克羅夫卡線斯拉夫林蔭路站啟用。
- 9月14日：高雄捷運橘線通車，美麗島站啟用。
- 9月21日：台北鐵路地下化專案延長至南港車站，至此台北鐵路完作地下化。

### 10月
- 10月1日：大邱廣域市地下鐵公社改名為大邱都市鐵道公社。
- 10月12日：倫敦地鐵漢默史密斯及城市線伍德巷站重開。
- 10月19日：京阪電氣鐵道中之島線啟用。

### 12月
- 12月11日：漢堡機場城市快鐵線（英语：Hamburg Airport S-Bahn line）通車。
- 12月15日：長項線部分電氣化。
- 12月20日：聖彼得堡地鐵伏龍芝－海濱線自右岸線分拆出來，並由茲韋尼哥羅德站延長至沃爾科沃站。
- 12月21日：膠濟客運專線通車。
- 12月25日：台北捷運板南線南港車站啟用。
- 12月27日：鳳凰城輕鐵第一階段開放[1][2][3]。
- 12月28日：名古屋鐵道猴子公園單軌電車線停運，高千穗線停運。
- 12月28日：大連地鐵3號線開始營運。
- 12月29日：中央線部分複線化，開行通勤列車。